# Bradinopyga geminata
Bradinopyga geminata – gatunek ważki z rodziny ważkowatych (Libellulidae). Występuje w Azji Południowej i Południowo-Wschodniej; stwierdzony w Indiach, Sri Lance i Tajlandii, być może występuje też w Bangladeszu i Mjanmie.